# S Muscae
Désignations
S Muscae (en abrégé S Cep) est une étoile variable céphéide classique de la constellation de la Mouche, située à environ 2 800 années-lumière de la Terre.
S Muscae est une supergéante jaune variant entre les types spectraux F6Ib et G0Ib et les magnitudes 5,89 à 6,49 sur une période de 9,66 jours. C'est une étoile lumineuse environ six fois plus massive que le Soleil ayant 65,1 fois le rayon du Soleil. C'est également une étoile binaire avec comme compagne une étoile blanc-bleu de la séquence principale probablement de type spectral B3V à B5V, et avec une masse juste au-dessus de cinq masses solaires, une des plus chaudes et plus grosses compagnes connues pour une céphéide. Les deux étoiles parcourent leur orbite en 505 jours.
S Muscae se trouve à l'intérieur du faible amas stellaire ASCC 69.